# Mary Atkinson
Mary Atkinson est une suffragiste et syndicaliste britannique.

## Biographie
Originaire du Lancashire, Mary Atkinson grandit à Brierfield. Elle travaille comme ouvrière dans le textile et rejoint le Textile Comm soit le Lancashire and Cheshire Women Textile and other Worker's Representation Committee. En 1910, elle commence son engagement militant pour le suffrage féminin et devient membre de la Nelson & Clitheroe Suffrage Society, aux côtés notamment de Harriette Beanland, Margaret Aldersley, Cissy Foley, Clara Staton et Selina Cooper,,.